# Jökulsárlón
Jökulsárlón là các đầm phá, hồ sông băng lớn nhất ở Iceland. Nằm ở phía đông nam Iceland, ở đầu của nhánh sông băng Breiðamerkurjökull từ Vatnajökull, giữa vườn quốc gia Skaftafell và Höfn, nó phát triển thành vùng đầm phá sau khi các sông băng đã bắt đầu rút xuống từ rìa của Đại Tây Dương. Hồ này đã phát triển kể từ đó ở mức độ khác nhau do sự tan chảy của các sông băng Iceland. Đầm phá hiện nay có có cự ly là 1,5 km (0,93 dặm) từ bờ đại dương và có diện tích khoảng 18 km2 (6,9 sq mi). Đây là hồ sâu thứ hai ở Iceland với độ sâu đạt hơn 200 mét (660 ft). Kích thước của đầm phá đã tăng gấp bốn lần kể từ năm 1970. Đây được coi là một trong những kỳ quan thiên nhiên của Iceland. 